# Collision Warning met Full Auto Brake
Collision Warning met Full Auto Brake is ontwikkeld door Volvo en is de tweede generatie van Volvo's precrash-systeem. Het is beschikbaar bij Volvo modellen vanaf modeljaar 2007. De eerste generatie is het Collision Warning Brake Support systeem, op de markt gebracht in 2006. Vanaf 2010 is het Pedestrian Detection System met Full Auto Brake op de markt. 

## Werking
Collision Warning met Full Auto Brake is bij alle snelheden boven de 4 km/h actief en waarschuwt de bestuurder als deze te dicht op een voorligger rijdt. Reageert de bestuurder niet en dreigt er een botsing, dan wordt automatisch geremd om een botsing te vermijden of beperken. Voetgangers kan dit systeem nog niet detecteren.